# حزم (عربستان سعودی)
حزم، یک منطقهٔ مسکونی در عربستان سعودی است که در استان مکه واقع شده است.